# Rickard Fröier
Rickard Fröier (* 31. August 1980) ist ein ehemaliger schwedischer Skispringer.

## Werdegang
Fröier gab sein internationales Debüt im Rahmen des Skisprung-Continental-Cups zur Saison 1995/96. Mit nur 26 Punkten belegte er am Ende den 127. Platz der Gesamtwertung. Bei den Schwedischen Meisterschaften 1996 gewann er den Titel im Einzel sowie im Team seines Vereins IF Friska Viljor. Den Teamerfolg wiederholte die Mannschaft nur ein Jahr später.
Bei den Nordischen Skiweltmeisterschaften 1997 in Trondheim startete Fröier in beiden Einzeldisziplinen und erreichte die Ränge 55 und 57. Wenige Tage später am 13. März 1997 gab er in Falun sein Debüt im Skisprung-Weltcup. Mit Platz 53 blieb er jedoch weit hinter den Punkterängen. Auch in der Saison 1997/98 gelang ihm im Continental Cup nicht der Durchbruch. Jedoch gewann er bei den Schwedischen Meisterschaften 1998 erneut den Titel im Einzel und mit der Mannschaft. Im März 1998 startete Fröier noch einmal in Vikersund und in Trondheim im Rahmen des Weltcups, konnte aber keine Punkte gewinnen. Auch in der Continental-Cup-Gesamtwertung kam er nicht über den 127. Platz hinaus. Obwohl der Beginn der Saison 1998/99 ebenso wenig erfolgversprechend verlief, gehörte er erneut zum Kader für die Nordischen Skiweltmeisterschaften 1999 in Ramsau am Dachstein. Dabei landete Fröier auf der Normal- und der Großschanze je auf Rang 55. Nach einem erneuten nationalen Titel im Team bei den Schwedischen Meisterschaften 1999 gehörte er auch zur Saison 1999/2000 zum Continental-Cup-Kader. Jedoch landete er auch in dieser Saison mit 33 Punkten nur auf Platz 127 der Gesamtwertung. Auch in drei Weltcups in Kuopio, Engelberg und Sapporo blieb Fröier ohne Punkte.
Bei den Nordischen Skiweltmeisterschaften 2001 landete Fröier von der Normalschanze auf Rang 39 und von der Großschanze auf Rang 49. In den beiden Teamwettbewerben belegte er mit der schwedischen Mannschaft Rang zehn. Nachdem ihm nach der Weltmeisterschaft im Weltcup und auch im Continental Cup weiterhin kein Durchbruch gelungen war, beendete er schließlich im Sommer 2002 mit einem letzten Start in Falun im Rahmen des Continental Cup seine aktive Skisprungkarriere.

## Erfolge

### Continental-Cup-Platzierungen
| Saison  | Platz | Punkte |
| ------- | ----- | ------ |
| 1995/96 | 127.  | 26     |
| 1997/98 | 127.  | 06     |
| 1998/99 | 127.  | 46     |
| 1999/00 | 127.  | 33     |
| 2000/01 | 127.  | 20     |